# Amphitretus
Amphitretus ist eine Gattung aus der Ordnung der Kraken (Octopoda) mit zwei Arten. Amphitretus pelagicus kommt im tropischen und subtropischen Indopazifik vor, Amphitretus thielei die zweite, wenig bekannte Art, fand man bisher in kühleren Meeresregionen vor den Küsten Südafrikas, des südlichen Australiens und Neuseelands.

## Merkmale
Amphitretus-Arten erreichen eine maximale Gesamtlänge von 30 Zentimeter, wobei der Mantel mit einer Länge von 10 Zentimeter ein Drittel der Gesamtlänge ausmacht. Der Körper ist gelatinartig weich. Der Mantel, der Trichter und die Fangarme sind transparent. Jeder Arm ist mit einer Reihe von Saugnäpfen ausgestattet, am Ende der Arme, außerhalb der Schwimmhäute, sind es zwei Saugnapfreihen. Der dritte rechte Arm der Männchen ist als Hectocotylus modifiziert und besitzt eine peitschenartige Spitze am Ende. Die Augen sind röhrenförmig und teleskopartig nach oben gerichtet. Ein Tintensack ist vorhanden. Der Mantel ist ventral mit dem Trichter verschmolzen und die Öffnungen des Mantels sind auf zwei seitliche Öffnungen beschränkt. Die Leber ist länglich und schmal. Sie ist vertikal ausgerichtet um die Silhouette für Beutegreifer von unten zu minimieren. Die Eingeweide befinden sich oberhalb der Leber. Die Radula ist kammartig. Auf den ersten beiden und den mittleren seitlichen Zahnreihen befinden sich mehrere Höcker.

## Lebensraum und Lebensweise
Amphitretus-Arten leben pelagisch im offenen Ozean von der Wasseroberfläche bis in Tiefen von 2000 Metern. Über ihre Lebensweise ist kaum etwas bekannt. Wahrscheinlich umschließen die Weibchen ihr Gelege bis zum Schlupf der Jungkraken mit den Fangarmen.

## Systematik
Die Gattung Amphitretus wurde 1885 durch den britischen Zoologen William Evans Hoyle erstbeschrieben, die Familie Amphitretidae wurde ein Jahr später durch den gleichen Autor eingeführt. Die Familie Amphitretidae ist heute nicht mehr monotypisch, sondern umfasst auch die Gattungen Bolitaena und Japetella (Unterfamilie Bolitaeninae), sowie Vitreledonella (Unterfamilie Vitreledonellinae).

## Arten
In der Gattung Amphitretus gibt es zwei Arten:
- Amphitretus pelagicus Hoyle, 1885
- Amphitretus thielei G. C. Robson, 1930